# ایوان ششم
ایوان ششم روسیه (روسی: Иван VI; Иван Антонович) زاده ۲۳ اوت ۱۷۴۰ درگذشته ۱۶ ژوئیهٔ ۱۷۶۴ با نام ایوان ششم آنتونوویچ یکی از شاهان روسیه بود که بین سال‌های ۱۷۴۰ تا ۱۷۴۱ حکومت کرد. او تنها دو ماه داشت که امپراتور اعلام شد و مادرش آنا لئوپولدوونا به عنوان نایب السلطنه معرفی شد، اما تاج و تخت در یک کودتا پس از یک سال تصرف شد. ایوان و پدر و مادرش دور از پایتخت زندانی شدند و بقیه عمر خود را در اسارت گذراندند.
ایوان پس از بیش از بیست سال اسارت، زمانی که برخی از افسران ارتش ایوان قصد آزادی او را داشتند، توسط نگهبانانش کشته شد. خواهران و برادران بازمانده او که در زندان به دنیا آمده بودند، سپس به دست عمه خود، جولیانا ماریا، ملکه دانمارک از برانسویک-ولفنبوتل، آزاد شدند. آنها در هورسنز ساکن شدند و تا پایان عمر در آنجا در حبس خانگی به سر بردند.